# Poa alpina
Poa alpina é uma espécie do género botânico Poa, da familia Poaceae.